# Charadraula cassandra
Charadraula cassandra är en fjärilsart som beskrevs av László Anthony Gozmány 1967. Charadraula cassandra ingår i släktet Charadraula och familjen spillningsmalar. Inga underarter finns listade i Catalogue of Life.